# 布佐維齊亞
49°43′49″N 25°17′50″E / 49.73028°N 25.29722°E
布佐維齊亞（烏克蘭語：Бзовиця）是位於烏克蘭西部特諾皮爾州裏特諾皮爾區的村莊，始建於1523年，面積9.06平方公里，海拔高度384米，2001年人口289，人口密度每平方公里31.9人。